# William Kramer
William Kramer (* 23. Januar 1884 in Melville, New York; † 29. Februar 1964 in New York City) war ein US-amerikanischer Langstreckenläufer.
Bei den Olympischen Spielen 1912 in Stockholm erreichte er weder im Crosslauf noch im Vorlauf über 10.000 m das Ziel.
Dreimal wurde er US-Meister im Crosslauf (1909, 1911, 1912) und einmal über fünf Meilen (1910). 1913 wurde er US-Hallenmeister über zwei Meilen. Am 8. Juni 1912 stellte er in Cambridge mit 31:43,6 min einen Kontinentalrekord über 10.000 m auf.